# Ramone Moore
Ramone Moore (Philadelphia, Pennsylvania, 27 de mayo de 1989) es un jugador de baloncesto estadounidense que pertenece a la plantilla del Peristeri B.C. de la A1 Ethniki, la primera categoría del baloncesto griego. Con 1,96 metros de estatura, juega en la posición de escolta.

## Trayectoria deportiva
Jugó durante cuatro temporadas con los Temple Owls  y tras no ser elegido en el Draft de la NBA de 2012, en verano de 2012 firmó su primer contrato profesional con el Pallacanestro Biella de la Lega Basket Serie A. Durante esa temporada jugaría también en Israel, en las filas del Hapoel Tel Aviv y en la liga de desarrollo de la NBA con Springfield Armor.
Más tarde, regresaría a Europa para jugar en Hungría, Ucrania y Lituania, respectivamente.
En 2016 se marcha a Australia para jugar en las filas del Melbourne United durante la temporada 2016-17 y la siguiente temporada y media la jugaría en los Adelaide 36ers del mismo país.
En febrero de 2019 ficha por el Peristeri B.C. de la A1 Ethniki griega hasta el final de la temporada.